# Eduardo Nilton Agra Galvão
Eduardo Nilton Agra Galvão, (nacido el 31 de julio de 1957 en Pernambuco,  Brasil) es un exjugador de baloncesto brasileño. Consiguió 1 medalla en competiciones internacionales con Brasil.